# 守備防御点
守備防御点（しゅびぼうぎょてん、英: Defensive Runs Saved, DRS）とは、野球における守備力を測るための指標である。ベースボール・インフォ・ソリューションズ社社長、ジョン・デュワン（John Dewan:スポーツデータ分析会社スタッツ社元社長）がプラス・マイナス・システムを発展させたものとして考案した。Baseball ReferenceのWARでは現在、守備評価に採用されている。
例えば、守備防御点5であると、その選手がシーズンで平均的野手と比べて5点防いだということになる。-5ならば、平均的野手と比べて5点余計に与えたということになる。

## 算出方法
同一シーズンのすべての試合における特定のポジションの選手が処理（刺殺・補殺）したすべての打球の性質をビデオ映像などで把握し記録する。具体的には、球場のフィールド部分を数百のエリアに分割し、打球がどの程度の速度で、どのような軌道を描き、どのエリアに着地したか、などをそれぞれ記録する。
この結果、例えば「エリア○○に速度××、軌道△△の打球が飛んだ場合、あるシーズンの遊撃手たちはそのうち□□%の打球を適切に処理できた」といったことがわかる。これにより、特定のシーズンにおける各ポジションの野手の平均的な守備範囲というものを客観的に算出できるようになる。
ここまでは、プラス・マイナス・システムと同じであるが、守備防御点は、プラス・マイナス・システムによって算出されたポイント数に「安打をアウトにすることの得点的価値」を掛け合わせることによりシーズンを通してどれだけ平均的野手と比べて失点を防いだか・招いたかを数値化したものである。仮にプラス・マイナス・システムによって算出されたポイントが20で、打球を安打ではなくアウトに抑えることによる得点的価値が0.75であれば、守備防御点は15である。
以上に加えて、バント処理やダブルプレーの中継やホームランキャッチなどを補正する。
導入当初、ポジショニングに関しては選手個々に評価していた。しかし、2010年代にシフトの割合が上昇し、これによって異常な値を示す選手が2012年ごろから見られ始めた。このことから、同シーズンからはシフトは個人成績から除外されチーム成績とすることとなったが、2019年シーズンのシフト実施率は40%にまで上昇し、個人成績としても無視できる状態ではなくなっていた。そこで、2020年シーズンからはポジショニングは選手個々に算出せず、チーム成績として反映させた。また選手個々の成績は、ポジショニング完了の位置から計算されるよう変更された。

## プラス・マイナス・システムと比較した際のメリット
- プラス・マイナス・システムでは測れなかった肩の強さ、ダブルプレーの中継が評価に入れられる。
- プラス・マイナス・システムでは測れなかった捕手の守備を測ることができる。

## アルティメット・ゾーン・レーティングとの相違点
- 各プレイの難易度は数年間ではなくて1年のみのデータで決定される。
- より細かいゾーンで区分されている。
- 投手や捕手も含めて守備値が算出されている[3]。

## シフトの予測
2012年シーズン中にトロント・ブルージェイズはデビッド・オルティースやカルロス・ペーニャのようなプルヒッターの左打者に対して三塁手のブレット・ロウリーを右翼手の前方へ浅く守らせるシフトを多用した。ロウリーは5月終わりにはこの右方向のシフトで12点を防ぎ、他の守備指標の3倍の21点を稼ぐという現象が起こった。そのために同年7月にシフトを予測して補正を加える新バージョンに変更された。

## DRSの評価基準
| 評価             | DRS |
| ---------------- | --- |
| ゴールドグラブ級 | +15 |
| 優秀             | +10 |
| 平均以上         | +5  |
| 平均             | 0   |
| 平均以下         | -5  |
| 悪い             | -10 |
| 非常に悪い       | -15 |